# Йона (Гоголь)
Йо́на Го́голь (світське ім'я Іван Го́голь-Богуше́вич, пол. Jonasz Hohoł (Gogol, Hohoł-Boguszewicz), ? — липень 1602 року) — церковний діяч Речі Посполитої, ієрарх Київської митрополії. Спершу православний, а відтак греко-католицький єпископ Пінський і Турівський, архимандрит кобринський, прихильник і підписант Берестейської унії.

## Життєпис
Походив з дрібного шляхетського роду Гоголів гербу Ястшембець (пол. Hohoł (Chochoł, Gogol) herbu Jastrzębiec) з Червоної Русі, що осів у Берестейському повіті, до якого пізніше належали такі відомі постаті в історії України, як наказний гетьман Правобережної України Остап Гоголь та письменник Микола Гоголь. 
Уперше згадується у королівському привілеї від 7 лютого 1586 року, котрим Стефан Баторій надав йому у пожиттєве управління кобринський монастир святого Спаса, що мав статус архімандритії, із зобов'язанням упродовж року прийняти духовний сан. Утім, станом на травень 1589 р. Іван Гоголь все ще був мирянином, хоча й замешкував у монастирі й титулувався нареченим архімандритом. 
Був серед тих, хто 22 червня 1595 підписав листа від Київської православної ієрархії до папи Климента VIII, у якому єпископи виражали волю приєднатися до Унії з Римом. Тоді він фігурував як єпископ-номінат Пінсько-Турівський з правом успадкування після правлячого єпископа Леонтія Пелчицького. По смерті якого (в результаті нещасного випадку), 22 вересня 1595 року Йона Гоголь, будучи архимандритом Кобринським, отримав королівську номінацію від Сигузмунда III Вази на Пінсько-Турівську єпархію. На Берестейському соборі 8 жовтня 1596 підписав акт Унії з Римом, незважаючи на рішучий спротив підпорядкованого йому духовенства єпархії. І хоча противники унії на своєму соборі, що відбувся в Берестю паралельно унійному синоду, й відлучили Йону Гоголя від займаної ним посади той, де-факто, залишився керувати єпархією до своєї смерті, як унійний єпископ. Результатом його підпису стала відмова йому в послушенстві не тільки більшості білого духовенства єпархії але й найбільших монастирів з Лещинським монастирем біля Пінська на чолі.
Помер в липні 1602 року.